# ويس ويلسون
ويس ويلسون (بالإنجليزية: Wes Wilson)‏ هو مصمم ملصقات ‏ أمريكي، ولد في 15 يوليو 1937 في ساكرامنتو في الولايات المتحدة.

## وصلات خارجية
- الموقع الرسمي
- ويس ويلسون على موقع ميوزك برينز (الإنجليزية)
- ويس ويلسون على موقع ديسكوغز (الإنجليزية)